# 王小玮
王小玮（1983年8月26日—），原名王小伟，女，辽宁大连人，中国大陆歌手、电风琴演奏家，和王小海组成音乐组合玖月奇迹在星光大道获得冠军。

## 生平
王小玮毕业于沈阳音乐学院。2007年4月，参与“和谐中华”歌舞演唱会。2008年，王小玮所在的音乐组合玖月奇迹在央视《星光大道》出道并且获得年度冠军。
2009年，玖月奇迹组合在维也纳金色大厅出演了《红色经典》，随后在欧洲、美国和香港巡演。
2014年9月13日，玖月奇迹组合在北京奥体中心举办名为“玖月盛开 见证奇迹”的演唱会。
2011年至2018年间，玖月奇迹组合五次参加中央电视台春节联欢晚会，七次参加中央电视台元宵晚会。
2020年10月20日，王小玮担任北京音乐家协会电子键盘学会会长。

## 作品
- 专辑《中国美》（2013年1月25日）[7]
- 专辑《致敬经典》（翻唱专辑；2013年10月21日）[8]（2013.10.21）
- 其他单曲[9]

## 奖项

### 个人奖项
- 1997年，王小玮荣获“香港第一届中国作品国际钢琴比赛”双钢琴组冠军[10]
- 2006年，王小玮荣获“英国国际双排键公开赛”第二名[10]
- 2005年、2006年，王小玮荣获“辽宁省优秀人才奖” [10]

### 团体奖项
- 2008年央视《星光大道》冠军[1]
- 2012年，春晚“我最喜爱的节目评选”创作一等奖[2]